# Driulis González Morales
Driulis González Morales (Guantánamo, 21 de septiembre de 1973) es una deportista cubana que compitió en judo.
Participó en cinco Juegos Olímpicos de Verano entre los años 1992 y 2008, obteniendo cuatro medallas: una de oro, una de plata y dos de bronce. En los Juegos Panamericanos consiguió cuatro medallas entre los años 1995 y 2007.
Ganó siete medallas en el Campeonato Mundial de Judo entre los años 1993 y 2007, y siete medallas en el Campeonato Panamericano de Judo entre los años 1992 y 2008.

## Palmarés internacional
| Juegos Olímpicos        | Juegos Olímpicos                | Juegos Olímpicos  | Juegos Olímpicos |
| Año                     | Lugar                           | Medalla           | Categoría        |
| ----------------------- | ------------------------------- | ----------------- | ---------------- |
| 1992                    | Barcelona (España)              | Medalla de bronce | –56 kg           |
| 1996                    | Atlanta (Estados Unidos)        | Medalla de oro    | –56 kg           |
| 2000                    | Sídney (Australia)              | Medalla de plata  | –57 kg           |
| 2004                    | Atenas (Grecia)                 | Medalla de bronce | –63 kg           |
| Campeonato Mundial      |                                 |                   |                  |
| Año                     | Lugar                           | Medalla           | Categoría        |
| 1993                    | Hamilton (Canadá)               | Medalla de bronce | –56 kg           |
| 1995                    | Chiba (Japón)                   | Medalla de oro    | –56 kg           |
| 1997                    | París (Francia)                 | Medalla de plata  | –56 kg           |
| 1999                    | Birmingham (Reino Unido)        | Medalla de oro    | –57 kg           |
| 2003                    | Osaka (Japón)                   | Medalla de plata  | –63 kg           |
| 2005                    | El Cairo (Egipto)               | Medalla de bronce | –63 kg           |
| 2007                    | Río de Janeiro (Brasil)         | Medalla de oro    | –63 kg           |
| Juegos Panamericanos    |                                 |                   |                  |
| Año                     | Lugar                           | Medalla           | Categoría        |
| 1995                    | Mar del Plata (Argentina)       | Medalla de oro    | –56 kg           |
| 1999                    | Winnipeg (Canadá)               | Medalla de oro    | –57 kg           |
| 2003                    | Santo Domingo (Rep. Dominicana) | Medalla de oro    | –63 kg           |
| 2007                    | Río de Janeiro (Brasil)         | Medalla de oro    | –63 kg           |
| Campeonato Panamericano |                                 |                   |                  |
| Año                     | Lugar                           | Medalla           | Categoría        |
| 1992                    | Hamilton (Canadá)               | Medalla de oro    | –56 kg           |
| 1994                    | Santiago de Chile (Chile)       | Medalla de oro    | –56 kg           |
| 1996                    | San Juan (Puerto Rico)          | Medalla de oro    | –56 kg           |
| 1997                    | Guadalajara (México)            | Medalla de oro    | –56 kg           |
| 1998                    | Santo Domingo (Rep. Dominicana) | Medalla de oro    | –57 kg           |
| 2007                    | Montreal (Canadá)               | Medalla de oro    | –63 kg           |
| 2008                    | Miami (Estados Unidos)          | Medalla de oro    | –63 kg           |